# Los Tolentinos
Los Tolentinos är en ort i Mexiko.   Den ligger i kommunen Nochistlán de Mejía och delstaten Zacatecas, i den centrala delen av landet, 400 km nordväst om huvudstaden Mexico City. Los Tolentinos ligger 1 852 meter över havet och antalet invånare är 101.
Terrängen runt Los Tolentinos är varierad. Runt Los Tolentinos är det ganska glesbefolkat, med 26 invånare per kvadratkilometer. Närmaste större samhälle är Nochistlán, 1,3 km sydväst om Los Tolentinos. I omgivningarna runt Los Tolentinos växer huvudsakligen savannskog.